# Cladida
Sous-classe
Ordres de rang inférieur
- † Ampelocrinida Webster et Jell, 1999
- † Cyathocrinida Bather, 1899
- † Dendrocrinida Bather, 1899

Synonymes
- † Cladoidea

Les Cladida forment une sous-classe éteinte de crinoïdes.

## Classification
Selon BioLib (27 décembre 2017) :
- ordre Cyathocrinida Bather, 1899 †
- ordre Dendrocrinida Bather, 1899 †
- famille Codiacrinidae Bather, 1890 †
- genre Jahnocrinus Jeakel, 1918 †
- genre Pandoracrinus Jaekel, 1918 †
- genre Parisangulocrinus Schmidt, 1934 †
- genre Parisocrinus Wachsmuth & Springer, 1880 †
- genre Vosekocrinus Jaekel, 1918 †

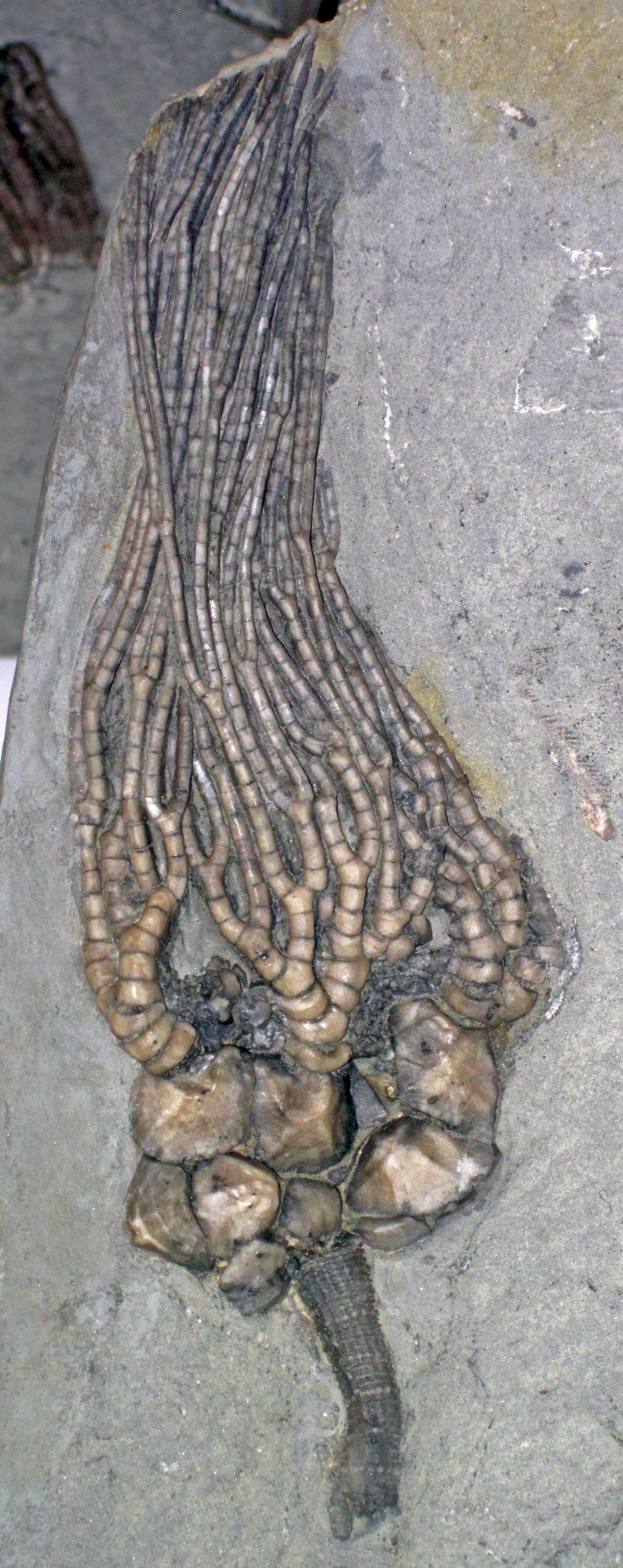
Cyathocrinites kelloggi
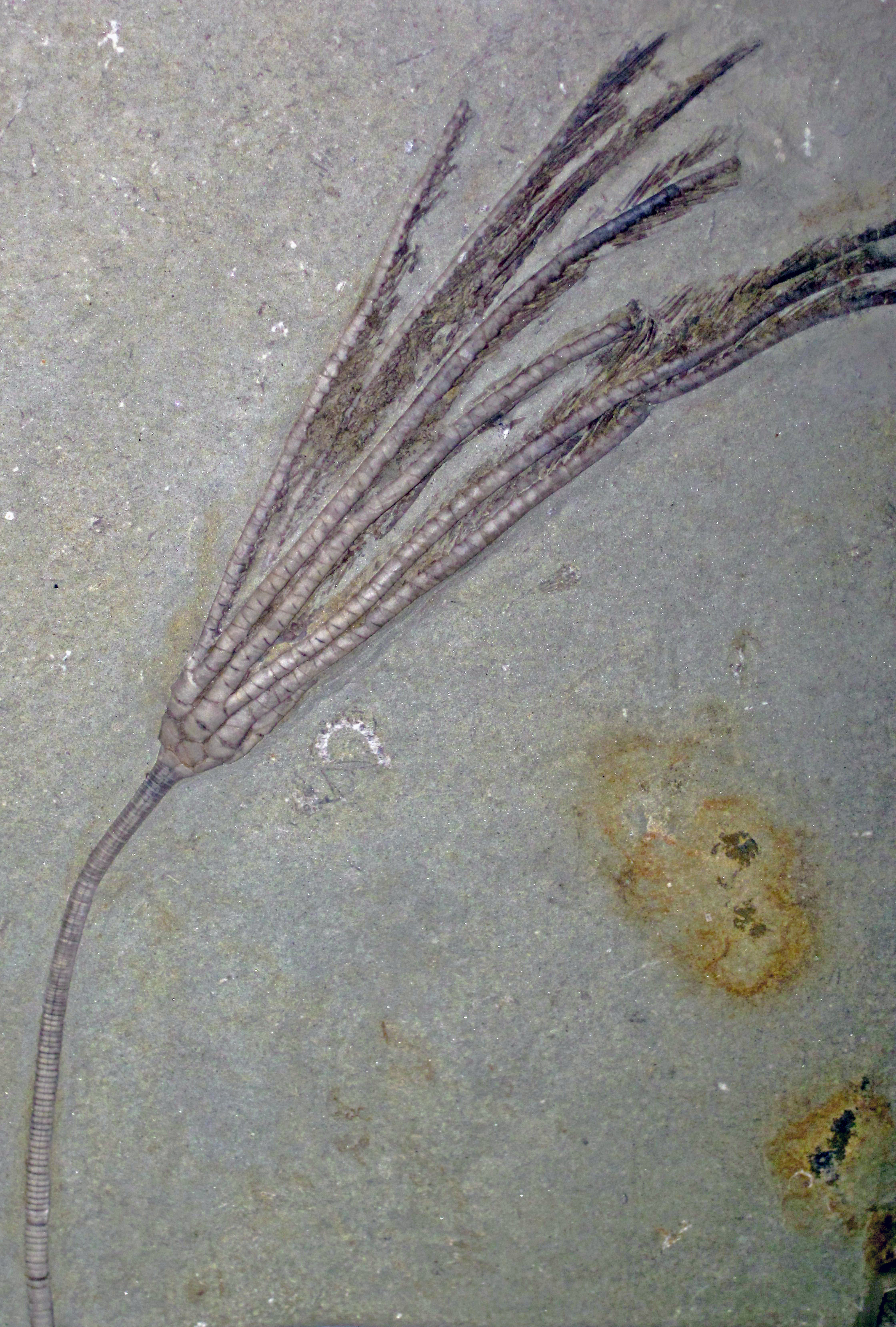
Hypselocrinus hoveyi
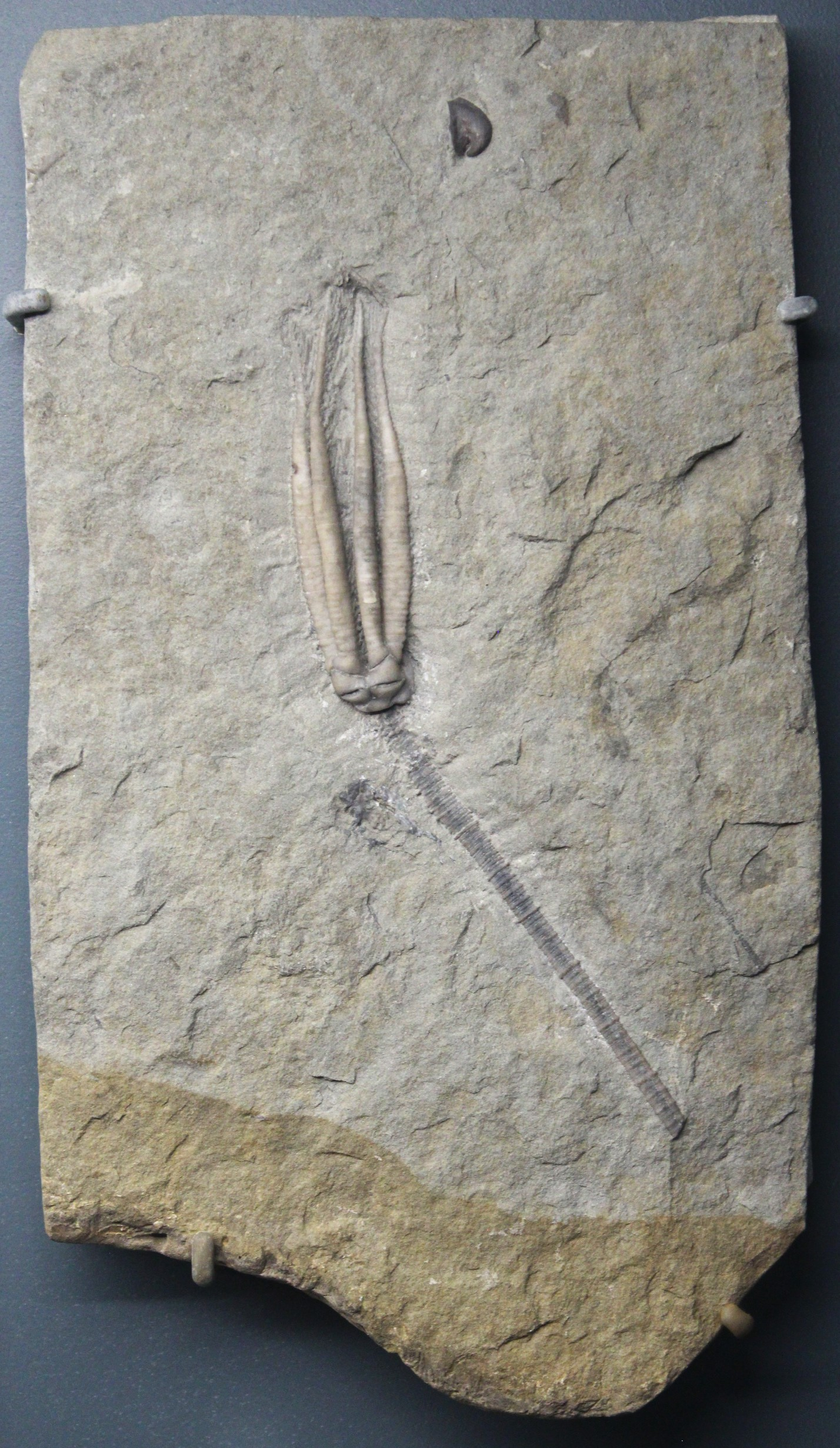
Scytalocrinus sp.